# Gomphidia madi
Gomphidia madi är en trollsländeart som beskrevs av Elliot C.G. Pinhey 1961. Gomphidia madi ingår i släktet Gomphidia och familjen flodtrollsländor. Inga underarter finns listade i Catalogue of Life.